# اللغة الحضرمية
لغة حضرموتية واحدة من اللغات الأربع المعروفة للمجموعة الفرعية العربية الجنوبية القديمة السامية. كانت تستخدم في وادي حضرموت وأيضا في المنطقة المحيطة من شبوة .

## علم الأصوات والنص
اللغة الحضرموتية عرفت من خلال النقوش الأثرية المكتوبة في النصوص العربية الجنوبية القديمة وتتألف من 29 حرف والمستمدة من الأبجدية الفينيقية. أصوات اللغة الحضرموتية أساسا نفس اللغة السبئية.

## تاريخ اللغة
وكانت الأواني الفخارية المكتوب عليها رسائل قد وجدت في مدينة ريبون الأثرية ومن خلال الكربون المشع تم تحديد زمن كتابتها إلى القرن الثاني عشر قبل الميلاد. اللغة كانت بالتأكيد تستخدم تقريبا من 800 قبل الميلاد ولكن في القرن الرابع الميلادي غزا حضرموت الحميريون الذين يستخدمون اللغة السبئية كلغة رسمية ولا يوجد سجلات أكثر في الحضارة الحضرموتية.